# Robert V. Levine
Robert V. Levine (* 25. August 1945 in Brooklyn; † 22. Juni 2019 in Santa Rosa) war ein US-amerikanischer Psychologe.

## Leben
Aufgewachsen in Brooklyn, studierte Levine an der University of California in Berkeley. Nach seinem Abschluss 1967 wechselte er an die Florida State University, wo er 1969 den Master-Studiengang in Klinischer Psychologie absolvierte. An der New York University wurde er 1974 zum Ph.D. promoviert. Seitdem lehrte er an der California State University in Fresno.
Für sein bekanntestes Buch Eine Landkarte der Zeit reiste Robert Levine ein Jahr lang um die Welt um herauszufinden, wie Menschen in verschiedenen Kulturen mit Zeit umgehen.

## Veröffentlichungen
- Eine Landkarte der Zeit. Wie Kulturen mit der Zeit umgehen. Piper, München / Zürich 1997, ISBN 3-492-22978-6 (Originaltitel: A Geography of Time. Übersetzt von Christa Broermann und Karin Schuler, NA: 2003, ISBN 978-3-492-04560-5).
- mit Aroldo Rodrigues (Hrsg.): Reflections on 100 Years of Experimental Social Psychology. 1999.
- Die große Verführung. Psychologie der Manipulation. Piper, München/Zürich 2003, ISBN 3-492-04539-1, S. 376 (englisch: The Power of Persuasion: How We’re Bought and Sold. 2003. Übersetzt von Christa Broermann). 4. Auflage ebenda 2007.